# Hans von Lucke
Wilhelm Ludwig Hans Lucke, ab 1888 von Lucke (* 16. Oktober 1842 in Mückenhain; † 16. Februar 1911 ebenda) war ein deutscher Verwaltungsbeamter, Rittergutsbesitzer und Parlamentarier.

## Leben
Hans von Lucke wurde geboren als Sohn des Rittergutsbesitzers Friedrich Rudolph Lucke (1804–1856) und der Agnes Sophie Mathilde, geb. Krug von Nidda (1820–1850). Er studierte an der Ruprecht-Karls-Universität Heidelberg und der Friedrich-Wilhelms-Universität Berlin Rechtswissenschaft. 1864 wurde er Mitglied des Corps Saxo-Borussia Heidelberg. Nach dem Studium trat er in den preußischen Staatsdienst ein. Von 1885 bis 1907 war er Landrat des Landkreises Rothenburg (Ob. Laus.).
Lucke besaß die Rittergüter Mückenhain und Biehain. Er war Landesältester, Landschaftsdirektor der Görlitzer Fürstentumslandschaft, nichtständiges Mitglied im Reichsversicherungsamt und Landesbestallter der preußischen Oberlausitz. Er hatte in der Kavallerie gedient und war zuletzt Oberleutnant der Landwehr-Kavallerie.
1879–1885 und 1908–1911 vertrat er als Mitglied der Deutschkonservativen Partei den Wahlkreis Liegnitz 9 (Rothenburg–Hoyerswerda) im Preußischen Abgeordnetenhaus. Außerdem gehörte er dem Provinzialausschuss und dem Provinziallandtag (Preußen) der Provinz Schlesien an. Im Dreikaiserjahr, am 5. Mai 1888, wurde er von Friedrich III. (als König von Preußen) nobilitiert.
Lucke war verheiratet mit Sophie Marianne Kühne-Wanzleben (1847–1905), Tochter der Sophie Koppe und des Amtsmann Philipp Kühne. Ihr Sohn Philipp von Lucke übernahm das Rittergut Mückenhain und wurde wie sein Vater ebenfalls Landrat des Landkreises Rothenburg.